# Pedro Julio San Martín
Pedro Julio San Martín (Baradero, 19 de junio de 1890-Córdoba, 31 de enero de 1969) fue un hacendado y político argentino del Partido Peronista. Se desempeñó como gobernador del Territorio Nacional del Neuquén entre 1949 y 1952 y como delegado a la Cámara de Diputados de la Nación Argentina por dicho territorio entre 1952 y 1955.

## Biografía
Nació en Baradero (provincia de Buenos Aires) en 1890. Se radicó en Neuquén en 1906 para trabajar como hacendado junto a uno de sus hermanos (Félix, quien fuera gobernador interino en 1932), estableciendo estancias en los departamentos Aluminé y Huiliches. Fue miembro de la Sociedad Rural neuquina y presidió distintas instituciones locales.su gobierno se destaca por el impulso a numerosas iniciativas en materia de educación y salud pública; su función como primer delegado neuquino por el Partido Peronista, electo en 1951, impulsando el proyecto de provincialización de Neuquén ante el entonces presidente Juan Domingo Perón y en la Cámara de Diputados en 1954 para impulsar que Neuquén sea provincia y que sus pobladores adquieran el derecho al voto.Aunque a consecuencia del golpe de Estado militar de  septiembre de 1955 y el derrocamiento de las autoridades nacionales y provinciales constitucionales hizo que la provincialización se postergara hasta 1957.
Adhirió al peronismo, y entre 1946 y 1949 fue presidente de la comisión de fomento de Junín de los Andes. En noviembre de 1949, fue designado gobernador del Territorio Nacional del Neuquén por el presidente Juan Domingo Perón, desempeñando el cargo hasta 1952. En su gestión, se construyeron escuelas y se extendió la red vial del territorio.
En las elecciones legislativas de 1951, fue elegido delegado territorial por Neuquén en la Cámara de Diputados de la Nación Argentina, como candidato del Partido Peronista, siendo el primer legislador neuquino en el Congreso Nacional. En las elecciones legislativas de 1954, fue reelegido, como candidato en la 1.° circunscripción de Neuquén. Fue secretario de la comisión de Territorios Nacionales y vocal en la comisión de Agricultura y Ganadería.Llevó a cabo una gran labor de acercamiento entre las distintas zonas del Territorio del Neuquén. Sus iniciativas principales fue llevar atención sanitaria a las poblaciones del interior y los parajes más apartados de las comarcas andinas.
A su vez visitó las poblaciones indígenas y notó la precariedad en que vivían, por ello les proporcionó créditos para el desarrollo agrícola de las mismas.
En la Cámara de Diputados, desempeñó un papel importante en la modificación de la ley orgánica de territorios nacionales en 1954. Junto con otros delegados territoriales, presentó el proyecto para la provincialización de su territorio y le tocó dar el primer discurso en el debate del mismo. Luego se sancionó la ley N.° 14.408, creando la provincia del Neuquén.
Había sido elegido hasta 1961, pero permaneció en el cargo hasta septiembre de 1955, cuando su mandato fue interrumpido por el golpe de Estado de la autoproclamada Revolución Libertadora.
Falleció en la ciudad de Córdoba en enero de 1969.
Uno de sus hermanos, Juan Ignacio, fue gobernador de Córdoba y ministro de Aeronáutica.